# Campoletis distincta
Campoletis distincta är en stekelart som först beskrevs av Léon Abel Provancher 1882.  Campoletis distincta ingår i släktet Campoletis och familjen brokparasitsteklar. Inga underarter finns listade.